# 60 Стрільця
60 Стрільця (60 Sagittarii) — ймовірна подвійна зоряна система у сузір'ї Стрільця. За Баєром має позначення A Стрільця (60 Стрільця — це позначення Флемстида). Зорю можна побачити неозброєним оком. Вона утворює північно-західний кут астеризму, який називається Теребелум, і з видимою зоряною величиною приблизно 4,84 він є найтьмянішою з чотирьох зір у Теребелумі. Знаходиться на відстані 379 світлових років від Сонця.
Видимий компонент є зорею типу G, яка, вичерпавши запаси водню в своєму ядрі, розширившись до розміру 17 радіусів Сонця. У Каталозі яскравих зірок вона була внесена до класу G6 III Ba0.2 що свідчить про те, що вона є м'якою барієвою зіркою і, отже, може мати супутника білого карлика. Зірка випромінює свою збільшену фотосферу у 170 разів яскравіше Сонця при ефективній температурі 4997 К.